# Лічба
Лічба (прасл. *ličiti), рахування, рахунок (пол. rachować, від віл. raehiyn), рідко щитання (псевдоросіянізм, д.-рус. съчьтати < прасл. *sъ і прасл. *čьtati) — це процес знаходження числа елементів скінченної множини об'єктів. Традиційний спосіб лічби складається із постійно зростаючих (уявних чи розмовних) лічильників на одиницю для кожного елемента множини, у якийсь порядок, роблячи маркування (або заміну) цих елементів, щоб уникнути використовування того самого елемента декілька разів, доки не залишилося не використаних елементів; якщо лічильник був встановлений на одиницю після першого об'єкта, значення, після використання фінального об'єкта, дає бажану кількість елементів.
Зв'язаний термін перерахування відноситься до унікальної ідентифікації елементів скінченної (комбінаторної) множини або нескінченної множини шляхом присвоєння номера кожному елементу.

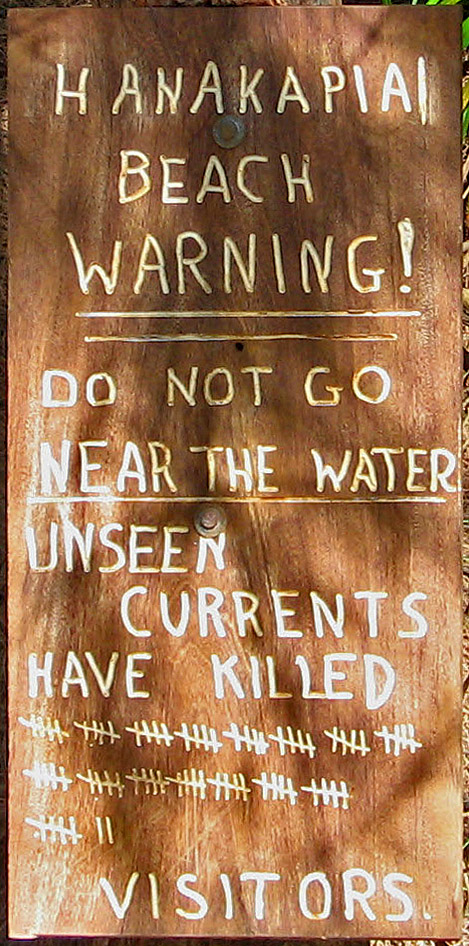
Лічба за допомогою відміток на Пляж Hanakapiai

Лічба іноді охоплює номера відмінні від одиниці; наприклад, при рахуванні грошей, не беручи до уваги дрібні гроші, «рахуючи по два» (2, 4, 6, 8, 10, 12, …), або «рахуючи по п'ять» (5, 10, 15, 20, 25, …).
Існують археологічні докази того, що люди використовують лічбу щонайменше 50 000 років. Лічба, здебільшого, використовувалася стародавніми цивілізаціями задля контролю соціальних та економічних показників, таких як кількість членів групи, кількість здобутих тварин, майна чи боргу (тобто бухгалтерія). Розвиток лічби привів до розвитку математичної нотації, систем числення та письма.

## Форми лічби
Лічба може виглядати по різному.
Лічба може бути вербальною: тобто, проговорюється кожен номер вголос (або подумки), щоб відслідковувати прогрес. Це часто використовується для того, щоб рахувати об'єкти, які вже присутні, замість того щоб рахувати найрізноманітніші речі з плином часу.
Лічба може також бути у вигляді відміток: робимо помітку для кожного числа, а потім підраховуємо всі знаки, коли лічбу закінчено. Це корисно при лічбі об'єктів з плином часу, наприклад, скільки разів щось відбувається протягом доби. При лічбі 1 вважається основою; нормальна лічба проводиться до 10. Комп'ютери використовують систему числення з основою 2, так звану двійкову систему числення (у цій системі є лише дві цифри — 0 та 1).
Підрахунок може також бути у вигляді лічби за допомогою пальців, особливо при вимірюванні малих чисел. Це часто використовується дітьми для полегшення підрахунку і простих математичних операцій. Лічба пальцями використовує унарні позначення (один палець = одна одиниця), і, таким чином, обмежує підрахунок до 10 (якщо ви не враховуєте пальці ніг). Найдавніша лічба на пальцях використовувала чотири пальці і три кістки кожного пальця (фаланги) для підрахунку до числа дванадцять. Існують також інші системи лічби із застосуванням рук, наприклад Китайська система, за допомогою якої можна порахувати до 10, використовуючи тільки жести однієї руки. За допомогою двійкової пальцевої системи (основа лічби 2), стає можливим рахування пальцем до числа 1023 = 210 − 1.
Також для полегшення підрахунку можуть використовуватися різні пристрої, такі як абак, рахівниця.

## Інклюзивна лічба
Інклюзивна лічба найчастіше зустрічається при роботі з часом у романських мовах. Як правило, при лічбі «8» днів від Неділі, понеділок — перший день, вівторок — другий день, і наступний понеділок буде восьмим днем. При підрахунку «інклюзивно» в неділю (початковий день) буде перший день і тому в наступну неділю буде восьмий день. Наприклад, французька фраза «два тижні» — це quinzaine (15 [днів]), подібні слова є грецькою (δεκαπενθήμερο, dekapenthímero), іспанською (quincena) та португальською (quinzena). На відміну від англійського слова «fortnight», що походить з «чотирнадцять ночей», як і архаїчне «sennight» від «сім днів»; В англійській мові ці слова не є прикладами інклюзивної лічби.
Імена на основі інклюзивної лічби також з'являються в інших календарях: в римському календарі nones (що означає «дев'ять») — це 8 днів до Іди; в християнському календарі Прощена неділя (позначає 50) означає 49 днів до пасхальної неділі.
Музична термінологія також використовує інклюзивну лічбу інтервалів між нотами в стандартному масштабі: піднімаючись на одну ноту ми потрапляємо на другий інтервал, на дві ноти — це третій інтервал, т. д., і піднімаючись на сім нот — це Октава.

## Навчання та розвиток
Навчання лічбі є важливою освітньо-розвиваючої віхою у більшості культур світу. Навчаючись рахувати, дитина робить перший крок в математиці, тим самим засвоюючи найбільш фундаментальну ідею цієї дисципліни. Тим не менш, в деяких культурах Амазонії і Австралії не рахують та їх мови не мають слів, що позначають числа.
Більшість дітей тільки з 2-річного віку мають деяку навичку у читанні номерних слів (тобто, кажучи «один, два, три, …»). Вони можуть відповісти на звичайні питання для невеликих чисел, наприклад, «що йде після трьох?». Вони можуть навіть мати навички у вказуванні на кожен об'єкт в наборі та в проговоренні одного числа за іншим. Це приводить багатьох батьків і вихователів до висновку, що дитина знає, як використовувати лічбу, щоб визначити розміри множини. Однак дослідники вважають, що потрібно близько року після засвоєння цієї навички дитиною, для усвідомлення того, що саме ці процедури означають і чому виконуються. У той же час, діти вчать назви потужності множин, які вони можуть використовувати.

## Лічба в математиці
В математиці, суть лічби множини і знаходження результату n, полягає в тому, що вона встановлює однозначну відповідність (або бієкцію) набору з набором чисел {1, 2, …,n}. Фундаментальний факт, який може бути доведений методом математичної індукції, полягає в тому, що не може існувати взаємнооднозначна відповідність між {1, 2, …, n} і {1, 2, …, m}, тільки якщо n = m; цей факт (в поєднанні з тим фактом, що дві бієкції можуть бути складені таким чином, щоб дати ще одну бієкцію) гарантує, що лічба одного і того ж набору різними методами, ніколи не зможе привести до різних цифр (якщо не зроблена помилка). Це фундаментальна математична теорема, яка дає лічбі свою мету: яким би способом не рахувати (скінченну) множину, відповідь та ж сама. У більш широкому контексті, дана теорема є прикладом теореми в математичному полі (скінченної) комбінаторики — звідси (скінченна) комбінаторика іноді згадується як «математика лічби.»
Множина наборів, які виникають в математиці, не дозволяє бієкції бути створеною з {1, 2, …, n } для будь-якого натурального числа n; вони називаються нескінченні множини, в той час як ті набори, для яких така бієкція існує (для деякого N) називаються скінченними множинами. Нескінченні множини не можуть бути підраховані звичайним способом; насамперед, математичні теореми, які лежать в основі звичайного способу розв'язання для скінченних множин, є помилковими для нескінченних множин. Крім того, різні дефініції понять, у термінах яких ці теореми сформульовані, поки еквівалентні для скінченних множин, є нееквівалентними в контексті нескінченних множин.
Ідея лічби може бути розширена для них в сенсі визначення (існування) бієкції з деякими добре зрозумілими множинами. Наприклад, якщо набір може бути внесений у взаємнооднозначну відповідність з множиною всіх натуральних чисел, то він називається «лічильно-нескінченним». Цей вид лічби відрізняється докорінно від підрахунку скінченних множин в тому, що додавання нових елементів в набір не обов'язково збільшує його розміри, адже можливість взаємно однозначної відповідності з початковими множинами не виключається. Наприклад, множина всіх цілих чисел (включаючи від'ємні числа) може бути приведена у взаємнооднозначну відповідність з множиною натуральних чисел, і навіть, здавалося б, набагато більшими обсягами, так, що всіх скінченних послідовностей раціональних чисел раніше (тільки) лічильно-нескінченним. Тим не менш, є набори, такі як набір дійсних чисел, які можуть здатися «занадто великими» щоб визнати взаємнооднозначну відповідність з натуральними числами, і ці набори називаються «незліченними». Набори, для яких існує бієкція між ними, мають однакову потужність множини, і в самому загальному сенсі підрахунок множини може позначати визначення його елементів. Крім потужності, поставленої кожним із натуральних чисел, існує нескінченна ієрархія нескінченних множин, однак тільки дуже небагато такі потужності множин відбуваються у звичайній математиці (тобто, за межами теорії множин, яка вивчає можливі значення потужності).
Лічба, в основному з скінченних множин, має різні застосування в математиці. Один важливий принцип полягає в тому, що якщо дві множини X і Y мають однакове скінченне число елементів, що і функція f: X → Y є ін'єктивним відображенням, тоді воно також і сюр'єктивне, і навпаки. Пов'язаний факт відомий як принцип Діріхле, який стверджує, що якщо дві множини X і Y мають кінцеве число елементів n і m при n > m, то будь-яке відображення f: X → Y не є ін'єктивним (Отже, існує два різних елемента X, що f відображає на один той же самий елемент Y); це випливає з попереднього принципу, тому що, якби f було ін'єктивним, то тоді обмеження його було б точною підмножиною S від X з м елементами, чиє обмеження буде сюр'єктивним, всупереч тому факту, що для х в Х поза S, f(х) не може бути в образі обмеження. Схожі аргументи лічби можуть довести існування певних об'єктів без явного наведення прикладів. У випадку нескінченних множин це може навіть застосовуватися в ситуаціях, коли неможливо навести приклад; зокрема, повинні існувати дійсні числа, які не є обчислимими числами, тому що наведена множина тільки зліченно нескінченна, але за визначенням не-обчислиме число не може бути точно визначено.
Розділ нумераційної комбінаторики допомагає з обчисленнями числа елементів скінченних множин, фактично не рахуючи їх; останнє зазвичай неможливо, тому що нескінченні сімейства скінченних множин розглядаються відразу, такі як множини перестановок {1, 2, …, n} для будь-якого натурального числа n.